# The Zephyr Song
The Zephyr Song е сингъл на американската рок група Ред Хот Чили Пепърс. Това е вторият издаден сингъл от албума By the Way.
Това е един от най-трудно намиращите се на пазара сингли на групата като цената му варира около 100 долара.
По време на турнето към албума By the Way песента е изпълнявана редовно от групата, но след това отпада от репертоара им. Изпълняват я отново на 22 април 2007 в Нова Зеландия. Но не цялата – малко след началото, дадено от Джон Фрушанте, Антъни Кийдис казва пред микрофона „Не тази“. Най-вероятно песента не е изпълнявана толкова време поради проблеми с гласа на Антъни Кийдис.
Видеоклипът към сингъла е режисиран за пореден път от Джонатън Дейтън и Валери Фарис и напомня гледане през калейдоскоп.